# تونغبيت
التونغبيت (Tongbaite ) عبارة عن معدن صيغته الكيميائية Cr3C2 ، أو كربيد الكروم . وهو معدن رمادي اللون .